# Nicolao Dumitru
Pour les articles homonymes, voir Dumitru.
Nicolao Manuel Dumitru Cardoso, né le 12 octobre 1991 à Nacka en Suède, est un footballeur italien et roumain,  évoluant au poste d'attaquant au PSS Sleman.

## Biographie

### Jeunesse
Dumitru est né à Nacka en Suède d'un père roumain (qui possède la nationalité italienne) et d'une mère afro-brésilienne, et parti très tôt vivre à Empoli en Toscane dès 1998 avec ses parents,.

### Club
Dumitru commence sa carrière professionnelle dans le club de sa ville l'Empoli FC, lors d'un match durant la saison 2008–2009 de Serie B. Il joue également un autre match lors de la saison suivante, toujours en Serie B.
Le 31 août 2010, il signe dans le club de Serie A du SSC Naples. Il est prêté à de nombreuses reprises en Italie, en Grèce et en Angleterre.
Le 1er août 2017, il quitte définitivement Naples pour le club espagnol de l'AD Alcorcón, qui évolue alors en deuxième division.

### Sélection
En équipe d'Italie des moins de 19 ans, il joue six matchs pour un but. En moins de 20 ans, il joue neuf matchs et marque deux buts.